# Platyzoa
Os Platyzoa (de platy = plano, zoa = animal) são animais protostómios propostos como superfilo independente por Thomas Cavalier-Smith, em 1998. Nele foram incluidos os platelmintes e outros grupos microscópicos. Estudos posteriores suportaram a hipótese de  Platyzoa como um clado (um grupo organismos monofilético, com um ancestral comum), embora diferindo na composição dos filos e na relação entre eles. Estudos moleculares descobriram que este clado é  parafilético formado pelos Spiralia mais primitivos.
Um esquema de classificação corrente coloca os seguintes filos tradicionais nos Platyzoa:
- Platyhelminthes
- Gastrotricha
- Gnathifera
  - Rotifera
  - Acanthocephala
  - Gnathostomulida
  - Micrognathozoa
  - Cycliophora

Os Platyhelminthes e os Gastrotricha são acelomados, o resto dos grupos pseudocelomados e compartilham características tais como a morfologia da faringe ou as mandíbulas, ainda que se tem perdido nos Acanthocephala como adaptação ao parasitismo. Formam um subgrupo monofilético chamado Gnathifera.
Por sua vez, os Platyzoa são próximos dos Lophotrochozoa, e algumas vezes incluídos neste último grupo. Juntos, os dois formam os Spiralia.